# Luemschwiller
Luemschwiller – miejscowość i gmina we Francji, w regionie Grand Est, w departamencie Górny Ren.
Według danych na rok 1990 gminę zamieszkiwały 674 osoby, 93 os./km².